# Вулиця Боднарська (Львів)
Вулиця Бодна́рська — вулиця у Сихівському районі міста Львів, у місцевості Боднарівка. Пролягає від проспекту Святого Івана Павла ІІ до вулиці Скорини.

## Історія та забудова
Сучасну назву вулиця отримала у 1958 році, на честь місцевості, у якій пролягає.
На своєму початку вулиця забудована одноповерховими будинками 1950-х років, будинок № 16 — типова п'ятиповерхівка 1960-х років. З непарного боку вулиці простягаються будівлі Львівської виправної колонії № 48.